# 宇佐美勝夫
宇佐美 勝夫（うさみ かつお、1869年6月21日〈明治2年5月12日〉 - 1942年〈昭和17年〉12月26日）は、日本の内務官僚、政治家。幼名は慎平。富山県知事、東京府知事、貴族院議員などを歴任した。
山形県士族宇佐美駿太郎の弟。

## 経歴
米沢藩士（馬廻組、100石。上杉斉憲〈戊辰戦争時の米沢藩主〉の御側役）で、戸長を務めていた宇佐美勝作の二男として生まれる。米沢中学、第一高等学校を経て、1896年7月、帝国大学法科大学政治学科を卒業。内務省に入り内務属として県治局に配属された。同年10月、文官高等試験に合格。
1897年4月26日、徳島県参事官に就任。以後、京都府参事官、内務書記官・宗教局、宗教局第一課長兼第二課長、大臣官房文書課長、兼内務省参事官などを歴任。
1908年3月28日に富山県知事に就任。1910年6月14日に退任して、統監府参与官に転じた。その後、韓国政府内務次官、朝鮮総督府内務部長官、兼同府土木局長などを経て、1921年5月27日に東京府知事に就任。1925年9月、東京府知事を退任し賞勲局総裁に就任。資源局長官を経て、1933年2月、満州国国務顧問に就任した。
1934年7月3日、貴族院勅選議員に任じられ、同和会に属し死去するまで在任。その他、維新史料編纂会委員、国家総動員審議会委員などを務めた。墓所は青山霊園。

## 栄典
位階
- 1928年（昭和3年）9月1日 - 正三位[15]
- 1942年（昭和17年）12月26日 - 従二位[16]

勲章等
- 1909年（明治42年）6月28日 - 勲四等瑞宝章[17]
- 1911年（明治44年）6月13日 - 勲三等旭日中綬章[18]

- 1912年（大正元年）8月1日 - 韓国併合記念章[19]
- 1915年（大正4年）11月10日 - 大礼記念章[20]
- 1933年（昭和8年）1月27日 - 勲一等旭日大綬章[21]

## 家族・親族
池田成章の三女よし（芳子）との間に譲（夭折）、三菱銀行頭取・日本銀行総裁を歴任した洵、宮内庁長官を務めた毅と格（子に三菱ふそうトラック・バスの会長を務めた宇佐美隆）の四子を得たが死別した。成章の次女みつ（光子）はまだ独身で、妹の死後は子供達の世話をしており、家族の意向で再婚した（洵が「おばさんと暮らしたい」とせがんだという）。しかし、みつもスペイン風邪で病死し、更に後、四谷トクを後妻とした。トクとの間には一子の新（太平洋戦争で戦病死）がいた。
義兄に日銀総裁を務めた池田成彬が、義弟に三菱銀行頭取を務めた加藤武男がおり、妻の姪・敏（池田成彬の長女）は三菱財閥3代目総帥・岩崎久弥の次男で三菱製紙会長を務めた岩崎隆弥に嫁いでいる。

## 伝記
- 故宇佐美勝夫氏記念会『宇佐美勝夫氏之追憶録』故宇佐美勝夫氏記念会、1943年。